# トレイン・オブ・ソート
『トレイン・オブ・ソート』(Train of Thought) は、アメリカ合衆国のプログレッシブ・メタルバンド、ドリーム・シアターによる7作目のスタジオ・アルバムである。

## 解説
ドリーム・シアターがコンサートツアーでヘヴィな曲を演奏しているときの観客の反応に触発されたこともあり、本アルバムは今日まで最もヘヴィなアルバムとして幅広く捉えられている。本アルバムは3週間で書き上げられた。ダグ・オーバーカーチャーによりエンジニアリングされ、ケヴィン・シャーリーによってミックスされた。本アルバムには7曲が収録されている。また『イメージズ・アンド・ワーズ』以来初めて収録時間が70分を下回るフルアルバムとなった。
CDは発売当初、CDエクストラ仕様であり、CDをパソコンに挿入して特設サイトにアクセスするとボーナス・コンテンツを楽しむことができた。
アルバムジャケットやブックレット中の写真は、アメリカの写真家ジェリー・ユルズマンの作品から抜粋したものである。
ドリーム・シアターのオフィシャルブートレグ専門のレーベル「YtseJam Records」より、本作のデモ音源を収録したアルバム『Train Of Thought Instrumental Demos 2003』が販売されている。

## 楽曲
最初の曲「アズ・アイ・アム」は、楽曲「シックス・ディグリーズ・オブ・インナー・タービュランス」の終わりのシンセストリングスの音を逆再生したものから始まる。「アズ・アイ・アム」の歌詞の一部は、クイーンズライクと2003年夏に回ったツアーに触発されたものである。マイク・ポートノイはこのツアーについて「癪に障るショーだ」と述べている。ポートノイによれば、クイーンズライクのギタリスト、マイク・ストーンは、ジョン・ペトルーシが授けたギター演奏のコツを試したことが、"Don't tell me what's in, tell me how to write"という歌詞をペトルーシが書くことにつながったという。
「ディス・ダイイング・ソウル」は、前作『シックス・ディグリーズ・オブ・インナー・タービュランス』の「グラス・プリズン」に始まり、この曲を挟んで次作『オクタヴァリウム』の「ザ・ルート・オブ・オール・イーヴル」、『システマティック・ケイオス』の「リペンタンス」と続き、『ブラック・クラウズ・アンド・シルヴァー・ライニングズ』の「ザ・シャタード・フォートレス」で終わる、ポートノイの"Alcoholics Anonymous suite"の続編である。これらの曲は、いくつかの歌詞とメロディを共有している。
「オナー・ザイ・ファーザー」はポートノイの義父について歌っている。何がこの曲を書くきっかけとなったかを尋ねられて、ポートノイはIRCのチャットで「ラブソングを書くのは得意じゃないから、ヘイトソングを書くことにしたのさ」と述べている。
「ストリーム・オブ・コンシャスネス」は、「Instrumedley」のようなライブでのマッシュアップを除けば、今日まででもっとも長いドリーム・シアターのインストゥルメンタル曲である。
「イン・ザ・ネイム・オブ・ゴッド」では、12:56から南北戦争の「リパブリック讃歌」が右チャンネルから聞こえてくる。ジョーダン・ルーデスはアルバムの最後の音（「イン・ザ・ネイム・オブ・ゴッド」の14:08で聞ける）を鼻で演奏していることが、"Making The Train of Thought"のドキュメンタリーで確認できる。これはポートノイも認めている。この音は、『オクタヴァリウム』の「ザ・ルート・オブ・オール・イーヴル」の最初の音でもある。

## 収録曲
| #         | タイトル | 作詞                     | 作曲                                              | 時間  |
| --------- | --- | ------------------------ | ------------------------------------------------- | ----- |
| 1.        | 「アズ・アイ・アム "As I Am"」 | John Petrucci            | Petrucci, John Myung, Jordan Rudess, Mike Portnoy | 7:47  |
| 2.        | 「ディス・ダイイング・ソウル "This Dying Soul" - IV. リフレクションズ・オブ・リアリティ（リヴィジテッド） "Reflections of Reality (Revisited)" - V. リリース "Release"」 | Portnoy                  | Petrucci, Myung, Rudess, Portnoy                  | 11:28 |
| 3.        | 「エンドレス・サクリファイス "Endless Sacrifice"」 | Petrucci                 | Petrucci, Myung, Rudess, Portnoy                  | 11:23 |
| 4.        | 「オナー・ザイ・ファーザー "Honor Thy Father"」 | Portnoy                  | Petrucci, Myung, Rudess, Portnoy                  | 10:14 |
| 5.        | 「ヴェイカント "Vacant"」 | James LaBrie             | Myung, Rudess                                     | 2:58  |
| 6.        | 「ストリーム・オブ・コンシャスネス "Stream of Consciousness"」 | （インストゥルメンタル） | Petrucci, Myung, Rudess, Portnoy                  | 11:16 |
| 7.        | 「イン・ザ・ネイム・オブ・ゴッド "In the Name of God"」 | Petrucci                 | Petrucci, Myung, Rudess, Portnoy                  | 14:16 |
| 合計時間: | 合計時間: | 合計時間:                | 合計時間:                                         | 69:19 |

## チャート順位
- Billboard 200: Train of Thought - #53
- Billboard Top Internet Albums: Train of Thought - #53
- UK Album Charts: Train of Thought - #146
- オリコン - #12[5][6]

## 参加メンバー
- ジェイムズ・ラブリエ：ボーカル
- ジョン・マイアング：6弦ベース（エレクトリックベース）
- ジョン・ペトルーシ：7弦ギター、エレクトリック・ギター、バッキングボーカル
- マイク・ポートノイ：ドラムス、パーカッション、バッキングボーカル
- ジョーダン・ルーデス：キーボード

### サポートメンバー
- ユージーン・フリーセン：チェロ（「ヴェイカント」）